# Kai Jensen (biskop)
 Der er flere personer med dette navn, se Kai Jensen.
Kai Jensen (født 29. januar 1899 i Grættrup, død 16. februar 1963 i Nyborg) var en dansk biskop, teolog og domprovst.
Kai Jensen var søn af lærer Niels Chr. Jensen (død 1941) og hustru Anna f. Jensen (død 1929). Han blev student i Randers 1917, cand.theol. 1923, kaldskapellan i As-Klakring 1923-24, sognepræst i Videbæk Sogn 1924-29, sekretær i Kirkelig Forening for den indre Mission i København 1929-33, præst ved Sankt Lukas Stiftelsen 1933-36, forstander for Dansk Bibelskole 1936-40; sognepræst ved Århus domkirke og stiftsprovst over Århus Stift 1940. Han tiltrådte som biskop ved Århus Stift i 1962 og virkede i embedet indtil sin død 8 måneder senere.
Han var medlem af Søndagsskoleudvalget i København 1932-40, af komitéen for Nyborgmøderne fra 1934, formand fra 1939, og af udvalget til Fremme af Bibelkundskab fra 1937, medlem af bestyrelsen for Skt. Lukas Stiftelsen 1933-45, formand 1937-40, for menighedsskolen Marthabo 1936-40, for Det Danske Bibelselskab fra 1939, for Indre Missions diakonhøjskole i Århus 1941-55 og for asylet Børnely, Århus 1941-55, formand 1944-55, formand for inspektionen for Vor Frue kloster i Århus fra 1940, medlem af bestyrelsen for Jydsk børnehaveseminarium 1944-55; formand for Aarhus Stifts Menighedsraadsforening 1948-56; medlem af bestyrelsen for Stefanshjemmet 1949-55 og for Universitets-Samvirket i Århus fra 1952. Han var Ridder af Dannebrog og Dannebrogsmand.
Han blev gift 29. januar 1924 med Emilie Smidstrup (18. november 1902 i Vrigsted - ?), datter af Valdemar Smidstrup (død 1932), og hustru Christine f. Christensen (død 1914). Kai Jensen er begravet på Nordre Kirkegård i Århus.